# Сокровища затонувших кораблей
«Сокровища затонувших кораблей» — рисованный мультфильм студии «Союзмультфильм» режиссёра Владимира Пекаря и Владимира Попова.

## Сюжет
Действие мультфильма разворачивается в пионерском лагере «Бригантина» на берегу Чёрного моря. Главные герои — Сева, Таня и Боря — дружат с темнокожим мальчиком Мвамбой и вместе с другими пионерами посещают секцию для интересующихся подводным миром. И вот однажды они услышали лекцию о морских организмах, исследование которых проводилось научными сотрудниками на батискафе-шагоходе «Нептун-25». Вдохновившись книжкой про пиратов, Сева спрашивает лектора, не встречались ли учёным затонувшие корабли, и профессор сообщает, что недавно видел недалеко от берега «какую-то старую посудину».
На следующее утро у пионеров был сбор металлолома, однако трое друзей тайком сбегают оттуда, надеясь отыскать сокровища на затопленном судне и подарить их Мвамбе. По пути их надувная лодка сдувается, и ребята чуть не тонут, но их спасают дельфины. По счастливой случайности, рядом оказывается тот самый батискаф «Нептун», и троица, забравшись внутрь, отправляется исследовать на нём подводный мир. Однако, вместо пиратского корабля они находят на дне моря нацистский эсминец Z-29, из которого выплывает самонаводящаяся торпеда. Выманив ржавый снаряд на сушу, герои сдают его на металлолом, а на полученные деньги отряд покупает школьные принадлежности для Мвамбы и его сородичей.

## Создатели
| автор сценария       | Владимир Валуцкий |
| режиссёры            | Владимир Пекарь, Владимир Попов |
| художник-постановщик | Гелий Аркадьев |
| композитор           | Евгений Крылатов |
| оператор             | Нина Климова |
| звукооператор        | Борис Фильчиков |
| художники:           | Наталия Богомолова, Геннадий Сокольский, Александр Давыдов, Иван Давыдов, Владимир Арбеков, Лидия Модель, Юрий Мещеряков, Сергей Маракасов               |
| роли озвучивали:     | Василий Ливанов — профессор Карпов, Люсьена Овчинникова — Сева / Мвамба, Светлана Немоляева — пионервожатая, Нина Гуляева — Таня, Людмила Гнилова — Боря |
| ассистенты:          | Лидия Никитина, Роза Бикмаева |
| монтажёр             | Валентина Турубинер |
| редактор             | Пётр Фролов |
| директор картины     | Фёдор Иванов |

## Влияние
В цикле мультфильмов «Баба-яга против!» (1979 год) режиссёр Владимир Пекарь для создания пластики избушки на курьих ножках использовал опыт работы, полученный при конструировании в мультфильме «Сокровища затонувших кораблей» подводного научно-исследовательского аппарата «Нептун», который двигался подобным образом.

## Вирусная популярность в 2022 году
В апреле 2022 года мультфильм приобрёл вирусную популярность в связи с совпадениями с событиями гибели крейсера «Москва». Предметом обсуждения послужил эпизод, в котором персонажи находят потопленный немецкий эсминец периода Второй мировой войны Z-29, что позволило комментаторам отождествить литеру Z, маркирующую класс судна, с символом российского вторжения на Украину. Также отмечалось, что название батискафа, на котором путешествовали персонажи — «Нептун», — аналогично названию крылатой ракеты, которой, по официальным сообщениям представителей ВСУ, был атакован крейсер «Москва» в том же Чёрном море.